# The History Teacher
Учитель истории (англ. The History Teacher) — ежеквартальный рецензируемый исторический журнал, посвящённый преподаванию истории в школах, колледжах и университетах.

## История
В 1940 году исторический факультет Университета Нотр-Дам начал выпускать Квартальный вестник Клуба учителей истории (англ. Quarterly Bulletin of the Teachers' History Club) — информационный бюллетень, редактировашийся и мимеографировашийся монахинями, преподававшими в католических школах, которые проходили курс бакалавриата в летний период. Каждый выпуск состоял из 20-50 страниц с информативными советами по обучению, обзорами учебников и короткими тематическими эссе профессоров Университета Нотр-Дам. Его 110 подписчиков были главным образом учителями в католических средних школах на Среднем Западе.
В 1967 году профессор истории Университета Нотр-Дам Леон Бернард преобразовал вестник в общеамериканский ежеквартальный научный журнал под сегодняшним названием. Он ввёл национальный консультативный совет выдающихся учёных. Совет вначале включал только одного профессора из секции общеобразовательных школ и только одного из секции католических школ. Тираж был увеличен до 3000 экземпляров. В 1972 году профессор Юджин Л. Ашер передал попечение журнала координирующим представителям отделения истории в Университете штата Калифорния в Лонг Бич, построил большой штат и привлёк публикации выдающихся учёных. Акцент сместился с учителей старшей школы на преподавателей колледжей. Ашер учредил Общество исторического образования в качестве официального издателя за пределами университетской цепочки управления, и это было средство для подачи заявок на крупные федеральные гранты для проведения конференций. Количество подписчиков журнала достигло 4000 человек. Между тем, Американская историческая ассоциация пришла в холодную ярость, многие её руководители настроены враждебно по отношению к идее продвижения обучения в бакалавриате (в отличие от ведения аспирантуры). Это не помогло.
В журнале представлены статьи по преподаванию истории, в основном на уровне бакалавриата, а также историография, охватывающая весь спектр исторических тем. В журнале публикуются обзоры учебников и монографий, ценных для обучения в высших учебных заведениях.